# Бауман, Карл Август
Карл Август Бауман (англ. Carl August Baumann; 10 августа 1906, Милуоки — 1999, Милуоки) — американский биохимик.
Окончил Висконсинский университет в Мадисоне (1929) со степенью бакалавра как химик, затем продолжил обучение там же в аспирантуре по биохимии, занимался исследованиями витамина A под руководством Харри Стинбока. В 1933 году получил докторскую степень, в 1934 году выступил с докладом об усвоении витамина A на первой конференции Американского института питания. Затем на протяжении двух лет продолжал образование в Германии, где работал под руководством Рихарда Куна и Давида Кейлина.
По возвращении в США вернулся в Висконсинский университет в Мадисоне, где работал в 1936—1974 гг., с 1946 года профессор. Работы Баумана были связаны с метаболизмом витаминов и микроэлементов (особенно селена) в организме и с воздействием различных веществ на рост опухолей; Бауман, в частности, первым показал, что избыток калорий ведёт к росту опухолей, а высокие дозы селена защищают от роста некоторых из них. В 1948 году вместе с Хауэрдом Зауберлихом Бауман обнаружил, что рост бактерии Leuconostoc citrovorum обуславливается веществом, которое в дальнейшем получило известность как фолиновая кислота. Был одним из руководителей американских исследований питания, проводившихся в Латинской Америке, в 1966—1969 гг. руководил проектов в Национальном сельскохозяйственном университете в Перу. В 1974—1975 гг. приглашённый профессор в Сельскохозяйственном институте в Богоре (Индонезия).
В 1944—1945 гг. был отозван из университета для участия в Миссии «Алсос» — программе по поиску в Германии материалов немецкой ядерной программы. Лично участвовал в допросах своего учителя Куна, в розыске и задержании Вальтера Герлаха и Курта Дибнера.